# 京都市営バス烏丸営業所
京都市営バス烏丸営業所（きょうとしえいバスからすまえいぎょうしょ）は、京都市北区小山北上総町にある京都市営バスの営業所。なお、管轄下に京都市営バス錦林出張所がある。整備は烏丸・錦林ともに阪急阪神エムテックに委託されている。

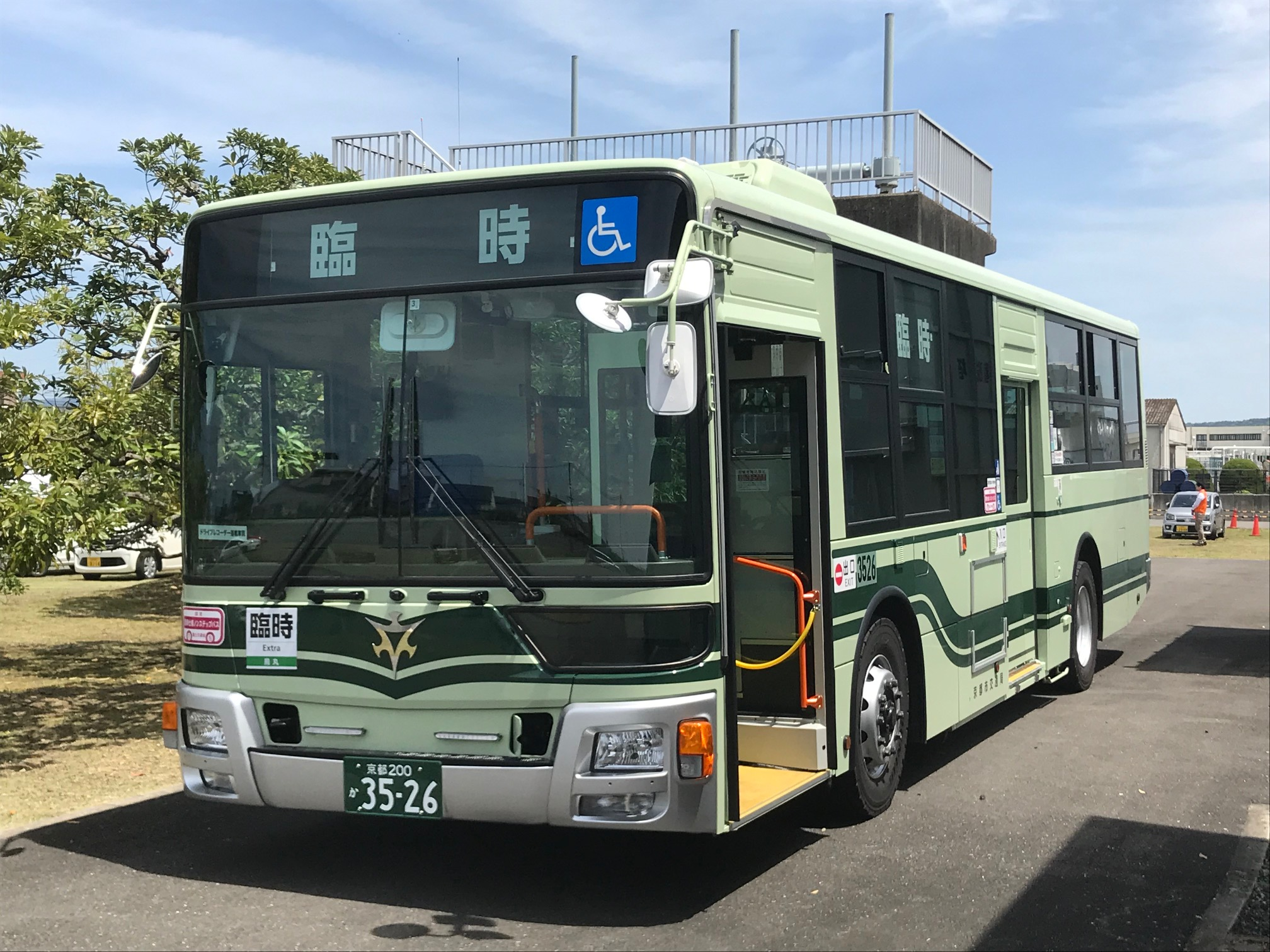
烏丸営業所に配置される三菱ふそう2KG-MP38FKF

## 沿革
- 1978年10月1日 - 京都市電烏丸営業所跡地に京都市営バス烏丸営業所を開設する。なおこのとき、烏丸営業所の支所として北野に営業所が設置される。
- 1979年5月20日 - 北野支所を廃止する。また、八条営業所の廃止、洛西営業所の開設に伴い、（旧）6甲、（旧）203、206甲乙、215、222甲乙、M1の各系統を運行するようになる。
- 1981年5月29日 - 京都市営地下鉄烏丸線開業に合わせて開設された北大路駅上に北大路バスターミナルが、烏丸営業所に併設される。またこの日に大幅な路線再編が実施され、北1、北2、北3、北4、北5、47、51、206、M1の各系統を運行するようになる。
- 1986年
  - 3月31日 - 31、35、65、北6の各系統が高野営業所から、55号系統が梅津営業所からそれぞれ移管される。また、51、北2、M1の各系統が西賀茂営業所へ移管された。
  - 10月25日 - 204号系統（甲、外回り）が錦林営業所から、92号系統が梅津営業所から移管される。55号系統が梅津営業所へ移管された。
- 1987年11月1日 - 204号系統（乙、内回り）が錦林営業所から、65号系統が錦林営業所へそれぞれ移管された。また、47号系統が廃止となる。
- 1993年6月1日 - 31号系統が梅津営業所へ移管された。
- 1994年3月26日 - キタオオジタウン再開発により、地下鉄の駅と「北大路ビブレ」の間の地下空間に移設された北大路バスターミナル供用開始と共に、その内部に移転する。
- 1997年
  - 6月4日 - 地下鉄烏丸線北山-京都国際会館前間開業に伴い、北4、北6の各系統が廃止となる。
  - 10月12日 - 地下鉄東西線開業に伴う路線再編で、京都市営バス錦林営業所を烏丸営業所の錦林支所とする。北5号、35の各系統を廃止し、北8号系統を新設する。また65号系統が錦林営業所から移管される。
- 1999年
  - 3月22日 - 5号系統を錦林支所から梅津営業所に、31号系統を梅津営業所から烏丸営業所にそれぞれ移管する。また17号系統を錦林支所と九条営業所の共管とする。
  - 4月1日 - 烏丸営業所錦林支所を烏丸営業所錦林出張所に再び格下げする。
- 2001年3月24日 - 急行102号系統を新設する。92号系統を廃止する。
- 2005年3月12日 - 31号・65号系統を烏丸営業所から九条営業所に移管する。
- 2007年3月10日 - 急行101号系統を梅津営業所から烏丸営業所に、急行102号系統を烏丸営業所から錦林出張所にそれぞれ移管する。
- 2014年3月22日 - ダイヤ改正に伴い、特37号系統を西賀茂営業所から烏丸営業所に移管する。
- 2021年3月20日 - ダイヤ改正に伴い、急行101号系統を烏丸営業所から九条（分所）営業所に、31号・65号系統を九条（分所）営業所から烏丸営業所に移管する。

## 概要
烏丸営業所本所は、京都市営地下鉄烏丸線開業に合わせて開設された北大路駅上の北大路バスターミナルを経由する循環系統、左京区東部（修学院・岩倉）と市内中心部を結ぶ路線の一部、および北大路バスターミナルを起点とする北ブロック系統を受け持つ。
当営業所は整備場や隣接の北大路バスターミナルと一体で地下式にした点が最大の特徴で、日本初の地下営業所でもある。周辺の再開発の際に、交通局の財政基盤強化のために所有地の有効活用を図った結果であるが、整備場まで含めて地下にした構造は当時は前例がなく（地下バスターミナルなら前例はある）、排気ガスが充満する問題を解決するため、排気ダクトを随所に設置、隣接の北大路バスターミナルでは乗車バースはバスが到着した時だけドアが開くホームドアを採用、降車バースにはエアカーテンを設置している。こうした対応策の結果、バスターミナル内の大気中のNOx濃度は 0.03ppm、待機場・整備場でも3ppmに抑えられたという。

## 担当系統
- 1979年5月 - 1981年5月：6甲、203、206甲、206乙、215、222甲、222乙、M1
- 1981年5月 - 1986年3月：47、51、206、北1、北2、北3、北4、北5、M1
- 1986年3月 - 1986年10月：31、35、47、55、65、206、北1、北3、北4、北5、北6
- 1986年10月 - 1987年11月：31、35、47、65、92、204甲、206、北1、北3、北4、北5、北6
- 1987年11月 - 1993年6月：31、35、65、92、204、206、北1、北3、北4、北5、北6
- 1993年6月 - 1997年6月：35、65、92、204、206、北1、北3、北4、北5、北6
- 1997年6月 - 1997年10月：35、65、92、204、206、北1、北3、北5
- 1997年10月 - 1999年3月：65、92、204、206、北1、北3、北8
- 1999年3月 - 2001年3月：31、65、92、204、206、北1、北3、北8
- 2001年3月 - 2005年3月：31、65、急行102、204、206、北1、北3、北8
- 2005年3月 - 2007年3月：急行102、204、206、北1、北3、北8
- 2007年3月 - 2014年3月：急行101、204、206、北1、北3、北8
- 2014年3月 - 2016年3月18日：特37、急行101、204、206、北1、北3、北8
- 2016年3月19日 - 2017年3月17日：特37、急行101、204、206、北1、北3、北8
- 2017年3月18日 - 2021年3月19日 ：特37、急行101、204、206、北1、北3、北8
- 2021年3月20日 - ：31、特37、65、204、206、北1、北3、北8

## 現行路線

### 31号系統
経路
- 31号：岩倉操車場前 - 国際会館駅前 - 宝ヶ池 - 一乗寺清水町 - 一乗寺高槻町 - 高野 - 百万遍 - 熊野神社前 - 祇園 - 四条烏丸 - （65号）

概要
31号系統は、白川通、北泉通、東山通、四条通を経由して、岩倉操車場・国際会館駅と四条烏丸を結ぶ路線である。路線名は東山線である。岩倉操車場にて操車を行っている。
沿革
- 1956年
  - 8月：31号系統を新設する。新設時の経路は、西大路三条 - 西大路四条 - 祇園 - 百万遍 - 市電高野（現：高野） - 一乗寺高槻町である。
  - 10月：西大路三条 - 西大路四条 - 四条車庫前（現：四条御前通）間を廃止する。
- 1962年6月：一乗寺高槻町 - 一乗寺清水町 - 修学院道間を延長する。
- 1970年12月：岩倉操車場前（現：国際会館駅前） - 修学院道間を延長する。四条大宮 - 四条御前通間を廃止する。起終点を変更する。
- 1973年1月：四条大宮 - みぶ（現：みぶ操車場前）間を延長する。
- 1974年4月：起終点を変更する。
- 1976年4月：起終点を変更する。
- 1985年4月：岩倉操車場の移転に伴い、岩倉操車場前 - 岩倉南四ノ坪町（現：国際会館駅前）間を延長する。
- 1993年6月
  - みぶ - 四条大宮を、京都外大前 - 西大路四条 - 四条大宮に変更する。起終点を変更する。
  - 31入庫号系統（始発便）を新設する。新設時の経路は、岩倉操車場前 → （31号系統） → 四条大宮 → みぶである。
- 1999年3月：四条大宮 - 京都外大前間を廃止する。起終点を変更する。31入庫号系統を廃止する。65号系統との連結運行を開始する。
- 2001年3月：四条烏丸 - 四条大宮間を廃止する。
- 2005年3月：九条営業所に移管し、京阪バスへの委託系統となる。
- 2007年3月：西賀茂営業所に移管し、京都バスへの委託系統となる。
- 2014年3月22日：九条営業所に移管し、京阪バスへの委託系統となる。
- 2020年3月20日：京阪バスの市バス運行事業撤退により直営化[1]。
- 2021年3月20日：烏丸営業所に移管。

停留所およびダイヤ
生活路線としての役割が高いため、あまり運行本数は多くなく、1時間に1本程度である。
過去には九条営業所への入庫のため「四条烏丸まで」（65系統と連続運行しない）の便があった。
運賃
2016年3月18日までは調整系統路線であり、一乗寺高槻町以南が均一運賃区間であった。

### 特37号系統
経路
- 特37号：北大路バスターミナル - 北大路堀川 - 下岸町 - 大宮交通公園前 - 西賀茂車庫前 - 志久呂橋西詰（ 志久呂橋→ ／ ← 高橋南 ← ）柊野

概要
特37号系統は、北大路バスターミナルから堀川通、船岡東通、西賀茂車庫前を経由して、柊野まで結ぶ路線である。西賀茂営業所（京都バス）時代は、5・31・65系統の出入庫の役割を担っていた。2001年まで運行されていた特37号系統（ 西賀茂車庫前 - 上賀茂神社前 - 北大路堀川 - 北大路バスターミナル - 出雲路橋 - 河原町今出川 - 河原町三条 - 三条京阪前 ）とは全く関係が無い。2020年3月から高橋南まで延長されたが、回転場がないため、志久呂橋西詰 → 柊野 → 高橋南 → 志久呂橋西詰、と一方向循環で折り返している。
沿革
- 2010年3月：特37号系統を新設する。新設時の経路は、西賀茂車庫前 - 大宮交通公園前 - 下岸町 - 北大路堀川 - 北大路バスターミナルである。
- 2014年3月22日：西賀茂車庫前 - 志久呂橋（ → ／ ← 庄田橋 ← ）柊野間を延長し、調整系統路線（西賀茂車庫前以南が均一区間）となる。西賀茂営業所（京都バス）から烏丸営業所へ移管する。
- 2017年3月18日：「上賀茂・西賀茂地域」への均一運賃区間拡大により、全区間が均一区間となる。
- 2020年3月20日：柊野→庄田橋→志久呂橋→志久呂橋西詰を、柊野→高橋南→志久呂橋西詰に延長。庄田橋バス停を経由しなくなる。

停留所およびダイヤ
平日・土曜・休日の13往復運行されている。2018年のダイヤ改正で、それまでの9往復から増発された。

### 65号系統
経路
- 65号：岩倉操車場前 - 国際会館駅前 - 修学院駅前 - 松ヶ崎海尻町 - 左京区総合庁舎前（ → 一乗寺北大丸町 → ／ ← 高野橋東詰← ）高野 - 百万遍 - 熊野神社前 - 烏丸丸太町 - 四条烏丸 - （31号）

概要
65号系統は、白川通、北山通、松ヶ崎通、北大路通、東山通、丸太町通、烏丸通を経由して、岩倉操車場と四条烏丸を結ぶ路線である。路線名は修学院線である。岩倉操車場にて操車を行っている。烏丸線開業後以降、路線の変遷や営業所の変遷が激しく、現在は四条烏丸で31号系統との連続運行を行っている。
沿革
- 1964年6月：65号系統を新設する。新設時の経路は、三哲（現：下京区総合庁舎前） - 京都駅前 - 烏丸丸太町 - 熊野神社前 - 田中里ノ前町（飛鳥井町と叡電元田中の間の交差点）- 北白川別当町 - 修学院道である。
- 1965年4月：京都駅八条口 - 三哲間を延長する。
- 1970年12月：岩倉操車場前（現：国際会館駅前） - 修学院道間を延長する。田中里ノ前町 - 北白川別当町 - 上終町（現：上終町京都造形芸大前）を、田中里ノ前町 - 田中大久保町 - 上終町に変更する。京都駅前 - 京都駅八条口間を廃止する。起終点を変更する。
- 1981年5月：烏丸丸太町 - 京都駅前を、烏丸丸太町 - 千本丸太町 - みぶ（現：みぶ操車場前）に変更する。
- 1982年9月：みぶ（ → （壬生川通） → （四条通） → ／ ← （後院通） ← ）四条大宮間を延長する。
- 1985年4月：岩倉操車場前 - 岩倉南四ノ坪町（現：国際会館駅前）間を延長する。
- 1999年3月：みぶ（ → （壬生川通） → （四条通） → ／ ← （後院通） ← ）四条大宮を、みぶ - 四条大宮に変更する。31号系統との連結運行を開始する。
- 2001年3月：烏丸丸太町 - 千本丸太町 - 四条大宮を、烏丸丸太町 - 烏丸御池 - 四条烏丸に変更する。
- 2005年3月：九条営業所に移管し、京阪バスへの委託系統となる。
- 2007年3月：西賀茂営業所に移管し、京都バスへの委託系統となる。
- 2011年3月：左京区総合庁舎の移転に伴い、修学院離宮道 - 上終町京都造形芸大前 - 田中大久保町を、修学院離宮道 - 修学院駅前 - 松ヶ崎海尻町 - 高木町 - 高野 - 田中大久保町に変更する。
- 2014年3月22日：九条営業所に移管し、京阪バスへの委託系統となる。
- 2020年3月20日：京阪バスの市バス運行事業撤退により直営化[1]。
- 2021年3月20日：北泉通の整備完了に伴い、左京区総合庁舎前 - 高木町 - 高野を、左京区総合庁舎前（ → 一乗寺北大丸町 → ／ ← （川端通） ← ）高野に変更[2]。烏丸営業所に移管。

停留所およびダイヤ
ダイヤは、1時間に1 - 2本程度確保されている。全区間において他の系統と並行しており、系統全体で赤字を抱えている。このため「京都のバス事業を考える会」において、赤字を抱えている生活路線であったため、答申の対象系統となっていた。
運賃
2016年3月18日までは調整系統路線であり、松ヶ崎海尻町以南が均一運賃区間であった。

### 北1号系統
経路
- 北1号：北大路バスターミナル - 北大路堀川 - 上堀川 - 紫野泉堂町（ → 佛教大学前 → 鷹峯源光庵前 → ／ ← 玄琢下 ← ）玄琢

概要
北1号系統は、北大路バスターミナルから堀川通、紫野泉堂町、佛教大学前を経由して、北区鷹峯地区を結ぶ路線である。路線名は鷹峯線である。
紫野泉堂町 → 佛教大学前 → 鷹峯源光庵前 → 玄琢下 → 紫野泉堂町と大きく循環している。
北大路バスターミナルでは1号系統と北1号系統が同じ乗り場から発車している。両者は別の系統であり、注意書きが掲示されているが、それでも行楽期には鷹峯方面に向かう観光客が1号系統に乗ってしまうなど誤乗が発生している。特に漢字を理解できない中華圏以外の外国人観光客にとっては紛らわしかったが、2016年3月のダイヤ改正で方向幕等の「北」の下に「North」の表記が加えられた。
沿革
- 1981年5月：1号系統の経路変更に伴い、北1号系統を新設する。新設時の経路は、北大路バスターミナル - 北大路堀川 - 上堀川 - 紫野泉堂町（ → 佛教大学前 → 鷹峯源光庵前 → ／ ← ）玄琢下。

停留所およびダイヤ
昼間は、平日・土曜日・休日とも20分毎で運行している。また当系統は地下鉄烏丸線のフィーダー路線であることから23時台まで運行がある。なお、終バスとその1便前は玄琢下止まりで西賀茂営業所による運行となる。（玄琢下から西賀茂営業所まで回送）

### 北3号系統
経路
- 北3号：北大路バスターミナル - 上賀茂御薗橋 - 御園口町 - 柊野別れ - 京都産大前

概要
北3号系統は、北大路バスターミナルから加茂街道を経由して、京都産大前まで結ぶ路線である。地下鉄烏丸線から京都産業大学へのアクセス路線のため、学生の利用が多く、開学期間中の平日には増発が行われている。また開学期間の通学時間帯には、北大路バスターミナル - 京都産大前間をノンストップで運転する「産大エクスプレス」が運転されていたが、地域住民から苦情があったこともあり2014年3月をもって廃止された。産大エクスプレスは、北大路バスターミナル - 御薗橋間の経路が異なり、加茂街道を経由せず、堀川通を経由していた。2017年3月18日のダイヤ改正で均一系統路線（それまでは御薗口町以南が均一区間）となり方向幕の番号の色が切り替えられるのに合わせて、方向幕の「北」の下に「North」の表記が加えられた。
沿革
- 1969年10月：37甲号系統を新設する。新設時の経路は、産業大学前（現：京都産大前）- 上賀茂神社前 - 上賀茂御薗橋 - 東高縄町 - 内河原町 - 下総町 - 出雲路橋 - 葵橋西詰 - 河原町今出川 - 河原町三条 - 三条京阪南口である。
- 1970年8月：上賀茂神社前 - 三条京阪前間を廃止（37号系統に統合）する。産業大学前 - 上賀茂神社前間のみの運行となる。
- 1981年5月：上賀茂神社前 - 御薗口町を、北大路バスターミナル -（加茂街道）- 上賀茂御薗橋 - 御薗口町に変更し、系統番号を北3号系統に変更する。
- 1983年11月：特北3号系統を新設する。新設時の経路は、北大路バスターミナル - 東元町 - 北山橋東詰 - 上賀茂菖蒲園町 - 上賀茂橋 -（北3号系統）- 産業大学前（現：京都産大前）である。
- 2001年3月：特北3号系統を廃止する。
- 2014年3月22日：産大Expressを廃止する。
- 2017年3月18日：「上賀茂・西賀茂地域」への均一運賃区間拡大により、全区間が均一区間となる。
- 2022年3月：平日81回のうち京都バスが20回運行（京産大開校日のみ）

停留所およびダイヤ
平日は1時間あたり3本 - 8本の運行となっている。なお、学休期間の平日、土曜日、休日の昼間は、20分間隔の運行となり、朝夕は1時間あたり1本 - 2本の運行となる。

### 北8号系統
経路
- 北8号：北大路バスターミナル - 千本北大路 - 佛教大学前 - 北山駅前 - 松ヶ崎駅前 - 修学院駅前 - 修学院道 - 一乗寺木ノ本町 - 北大路バスターミナル

概要
北8号系統は、北大路バスターミナルから北大路通、千本通、北山通、白川通を経由して、再び北大路通に出る路線である。路線形状こそ循環運転にはなっているものの、半数以上のバスが北大路バスターミナルを起終点としていることもあり、京都市営バスの「循環系統」には含まれていない。
地下鉄各駅からの乗換利用および地域の生活路線としての機能が主体であるが、利用率は悪く、本数は毎時2 - 3本程度と少なめである。
2016年3月18日以前は調整系統路線であり、松ヶ崎海尻町 -（修学院道）- 一乗寺地蔵本町間が均一運賃区間外になっていた。2016年3月のダイヤ改正で方向幕等の「北」の下に「North」の表記が加えられた。
沿革（5甲号・35号・36号・54号・213号系統を含む）
北8号系統の前身となる系統は、5甲号系統→35号系統及び36号系統→北5号系統である。市中心部まで直通していたが、いずれも1997年に烏丸線が国際会館駅まで全線開業した際に廃止され、その代替路線として現在の北8号系統が設定された。さらに上堀川 - 野々神町間では同時に廃止された54号系統（三条京阪・祇園 - 上賀茂神社：晩年は西賀茂営業所所属）の代替路線にも当たる。
- 1963年
  - 6月：36号系統を新設する。新設時の経路は、三哲（現：下京区総合庁舎前）- 京都駅前 - 烏丸車庫前（現：北大路バスターミナル）- 木ノ本町（現：一乗寺木ノ本町）- 修学院道である。
  - 10月：54号系統を新設する。新設時の経路は、上賀茂神社前 - 上堀川車庫前（現：上堀川）- 野々神町 - 叡電前（現：出町柳駅前）- 塩小路高倉 - 京都駅前である。
- 1964年10月：36号・54号系統は京都駅八条口 - 三哲間を延長する。
- 1970年12月
  - 5甲号系統を新設する。新設時の経路は、岩倉操車場前（現：国際会館駅前）- 修学院道 - 永観堂前 - 動物園前 - 神宮道 - 三条京阪前である。
  - 36号系統は、岩倉操車場前 - 上高野 - 修学院道間を延長し、京都駅前 - 京都駅八条口間を廃止する。
- 1973年1月：5甲号系統は、三条京阪前 - 河原町三条（ → 烏丸御池 → ／ ← 四条河原町 ← ）四条烏丸間を延長する。
- 1974年4月：213号系統を新設する。新設時の経路は、四条烏丸市バスセンター - 烏丸今出川 - 烏丸車庫前（現：北大路バスターミナル）である。
- 1976年4月：213号系統の四条烏丸市バスセンター - 四条烏丸を、四条烏丸市バスセンター（ →（四条通）→ ／ ←（綾小路通）← ）四条烏丸に変更する。
- 1978年5月
  - 54号系統は四条河原町 - 京都駅八条口間を廃止し、上賀茂神社前 - 上堀川 - 北大路堀川 - 烏丸車庫前 - 四条烏丸 - 四条河原町を延長する。
  - 213号系統を廃止する。
- 1981年5月
  - 5甲号系統は銀閣寺道 - 四条烏丸間を、銀閣寺道 - 河原町今出川 - 河原町二条（現：京都市役所前）（ → 烏丸御池 → ／ ← 四条河原町 ← ）四条烏丸に変更し、系統番号を35号系統に変更する。
  - 36号系統は烏丸車庫前 - 京都駅前間を廃止し、系統番号を北5号系統に変更する。
  - 54号系統は上堀川 - 烏丸車庫前 - 四条河原町間を廃止する。河原町三条 - 四条河原町を、河原町三条（ → 四条河原町 → ／ ← 東山三条 ← ）祇園に変更する。
- 1985年4月
  - 35号系統は岩倉操車場前 - 岩倉南四ノ坪町（現：国際会館駅前）間を延長する。修学院道 - 銀閣寺道 - 河原町今出川を、修学院道 - 野々神町 - 河原町今出川に変更する。
  - 北5号系統は岩倉南四ノ坪町（ → ／ ← 宝ヶ池公園北口 ← ）岩倉操車場前間を延長する。
- 1990年5月：35号系統は、野々神町 - 北園町 - 洛北高校前を野々神町 - 前萩町（現：北山駅前）- 府立大学前 - 洛北高校前に変更し、新葵橋 - 葵橋西詰 - 河原町今出川を新葵橋 - 出町柳駅前 - 河原町今出川に変更する。
- 1997年10月
  - 北8号系統を新設する。新設時の経路は、北大路バスターミナル - 千本北大路 - 佛教大学前 - 北山駅前 - 松ヶ崎駅前 - 修学院道 - 一乗寺木ノ本町 - 北大路バスターミナル。
  - 35号・54号・北5号系統を廃止する。
- 2011年3月26日：ダイヤ改正で修学院道 - 松ヶ崎橋間に修学院駅前停留所が新設され、北8甲号系統が修学院駅前停留所に停車する。
- 2014年3月22日：ダイヤ改正で北大路駅前停留所が烏丸北大路に改称し、北8甲号系統が烏丸北大路停留所に停車する。
- 2016年3月19日：松ヶ崎海尻町 -（修学院道）- 一乗寺地蔵本町間が均一運賃区間となり、均一系統になる。

### 204号系統
経路
- 204号：北大路バスターミナル - 金閣寺道 - 北野白梅町 - 西ノ京円町 - 烏丸丸太町 - 東天王町 - 浄土寺 - 銀閣寺道 - 北白川校前 - 上終町・瓜生山学園　京都芸術大学前 - 田中大久保町 - 高野 - 洛北高校前 - 北大路バスターミナル

概要
204号系統は、北大路バスターミナルを起点に、北大路通、西大路通、丸太町通、白川通、東鞍馬口通、東山通を走行し、北大路バスターミナルに戻る循環系統である。路線名は北部循環線である。路線図に示すとおり、京都駅、四条河原町をはじめとした市内主要拠点を経由していないものの、北大路駅・丸太町駅（地下鉄烏丸線）、北野白梅町駅（嵐電北野線）、円町駅（JR嵯峨野線）、神宮丸太町駅（京阪電車）、茶山・京都芸術大学駅（叡電本線）などの鉄道駅や、金閣寺、銀閣寺、大徳寺などの観光施設を結んでいる。
MN204号系統は、烏丸線のコトキン・ライナー運転日のみMN205号系統を錦林車庫まで延長する形で設定され、「コトキン・ライナーリレー号」の愛称がつけられた。
沿革
- 1981年5月：204号系統を新設する。新設時の経路は、錦林車庫前 - 東天王町 - 西ノ京円町 - 金閣寺道 - 北大路バスターミナル - 高野 - 田中大久保町 - 上終町（現：上終町・瓜生山学園　京都芸術大学前）- 錦林車庫前である。
- 1986年10月：204甲号系統の起終点を北大路バスターミナルに変更し、烏丸営業所に移管する。
- 1987年11月：204乙号系統の起終点を北大路バスターミナルに変更し、烏丸営業所に移管する。
- 2014年3月22日：ダイヤ改正で北大路駅前停留所が烏丸北大路に改称し、204甲号系統が烏丸北大路停留所に停車する。
- 2017年3月18日：MN204号系統を新設する。新設時の経路は、烏丸北大路 → 高野 → 田中大久保町 → 上終町京都造形芸大前 → 銀閣寺道 → 錦林車庫前。平日・土曜ダイヤ及びコトキン・ライナー運行日の休日ダイヤで運行され、烏丸北大路を24:45に出発する。
- 2022年3月19日：MN204号系統を廃止する。

204号系統は、1981年5月のダイヤ改正により錦林車庫を起点とする系統として運行を開始した。1986年10月には、甲系統が錦林営業所から烏丸営業所に、1987年11月には乙系統も錦林営業所から烏丸営業所に移管された。
停留所およびダイヤ
平日・土曜日・休日とも、昼間は15分間隔で運行している。

### 206号系統
経路
- 206号：北大路バスターミナル - 千本北大路 - 四条大宮 - 七条大宮・京都水族館前 - 七条堀川 - 京都駅前 - 烏丸七条 - 東山七条 - 祇園 - 熊野神社前 - 高野 - 北大路バスターミナル
- 206B号：北大路バスターミナル - 高野 - 祇園 - 東山七条 - 烏丸七条 - 京都駅前

概要
206号系統は、北大路通、千本通、大宮通、七条通、東山通（東大路通）を循環する路線である。205系統に次ぐ第2位の利用客数を誇っており、2009年度調査の営業係数においては100系統ともども、68という全路線中最高の数値をあげた。入庫のため、京都駅前・北大路バスターミナル止めの便も存在する。京都市電6号系統（ 京都駅前 - 東山七条 - 高野 - 烏丸車庫前 - 四条烏丸 - 京都駅前 ）の烏丸通を除く区間および21号系統（ 四条烏丸 - 烏丸車庫前 - 千本北大路 - 四条大宮 - 九条大宮 ）の七条大宮以北の区間を、北大路バスターミナルおよび京都駅前を拠点として循環系統として繋げる形の代替バスとして設定された。路線名は東山・千本循環線である。
東山通側は、三十三間堂、京都国立博物館、清水寺、高台寺、八坂神社、知恩院といった京都を代表する観光地を連ねているため、観光シーズンになると積み残しが出るほどに混雑が激しくなる。そのため急行100号系統・急行106号系統・急行110号系統や、臨206号系統など複数の臨時バスが206号系統の補完役として運転されている。一方、大宮通・千本通側は、観光施設は西本願寺、大徳寺程度で、地元の利用が中心である。さらに、大宮通・千本通側は46号系統、201号系統、207号系統といった運行頻度の高い路線が重複している。そのため、東山通側の方が大宮通・千本通側に比べて本数が多い。
高速鉄道とは、京都駅以外では、地下鉄烏丸線（北大路駅）、地下鉄東西線（東山駅・二条駅）、京阪本線（七条駅）、阪急京都線（大宮駅）、京福電鉄（四条大宮駅）、JR嵯峨野線（二条駅）と接続しており、京都市中心部に乗り入れるすべての高速鉄道路線と接続している。このような系統は、循環系統では206号系統のみである。
北大路バスターミナル - 京都駅前間の区間便が多数運行されており、2014年3月まで循環便との区別のため、方向幕の表示を変えていた。
- 2014年3月以降
  - 系統番号の上に折り返し拠点の『京都駅』もしくは『北大路BT』の表示を付ける。
- 2007年から2014年3月まで（烏丸営業所の車両のみ）
  - 系統番号の上に折り返し拠点の『京都駅』もしくは『北大路BT』、『東山通』の表示を付ける。
  - 系統表示の配色を他の循環系統とは逆の『白地のオレンジ文字』とする。

沿革（221号系統含む）
- 1972年1月：221号系統を新設する。新設時の経路は、九条車庫前 - 九条大宮 - 四条大宮 - 千本北大路 - 烏丸車庫前（現：北大路バスターミナル）である。
- 1974年
  - 4月：206号系統を新設する。新設時の経路は、三哲（現：下京区総合庁舎前）- 京都駅前 - 四条烏丸 - 烏丸車庫前 - 市電高野（現：高野）（ → 田中大久保町 → ／ ← 一乗寺地蔵本町 ← ）高原町である。
  - 6月：206号系統の三哲 - 京都駅前を廃止する。
- 1978年10月：206号系統の高野（ → 田中大久保町 → ／ ← 一乗寺地蔵本町 ← ）高原町を、高野 - 東山七条 - 烏丸七条 - 京都駅前に変更し、起終点を変更する。
- 1979年5月：221号系統の起終点を変更する。
- 1981年5月
  - 206号系統の京都駅前 - 四条烏丸 - 北大路駅前（現：烏丸北大路）を、京都駅前 - 三哲 - 七条大宮 - 千本北大路 - 北大路駅前に変更する。起終点を変更する。
  - 221号系統を廃止する。
- 1992年12月：特206号系統を新設する。新設時の経路は、京都駅前 -（206号系統）- 祇園 - 四条烏丸 - 京都駅前である。
- 1996年3月：特206号系統を廃止する。
- 1999年3月：特206号系統を新設する。新設時の経路は、京都駅前 -（206号系統）- 東山仁王門（ → ／ ← 東山二条（現：東山二条・岡崎公園口） ← ）京都会館美術館前（現：岡崎公園ロームシアター京都・みやこめっせ前、岡崎公園美術館・平安神宮前）である。
- 2005年3月：特206号系統を廃止する。
- 2012年3月14日：以前から臨時で運行されていた臨206三京号系統の系統番号を臨206号系統に変更する。系統番号変更時の経路は、京都駅前 -（206号系統）- 祇園（ → 東山三条 → ／ ← 四条京阪前 ← ）三条京阪前、東山三条 →（206号系統）→ 京都駅前である。
- 2014年3月22日
  - ダイヤ改正で北大路駅前停留所が烏丸北大路に改称し、206甲号系統が烏丸北大路停留所に停車する。
  - 臨206号系統の東山三条 → 祇園を廃止する。
- 2018年3月17日
  - 206甲号系統が新設の京大病院前停留所に停車する。
  - 臨206号系統の三条京阪前 → （川端通） → 四条京阪前を、三条京阪前 → 四条河原町 → 四条京阪前に変更する。

停留所およびダイヤ
前述のとおり、東山通側、千本通側では運行本数も大きく異なり、東山通側では循環便、北大路バスターミナル-京都駅前間の区間便合せて7-8分毎、千本通側では循環便のみ15分毎に設定されている。当系統は長距離の路線であり、かつ烏丸営業所の車庫が路線の北端に位置していることもあり、無駄な回送を省くために、早朝・深夜帯には路線の南端に近い九条営業所が運行する便も存在する。

## 撤退路線

### 6甲号系統
（旧）6号系統を参照

### 35号系統
北8号系統を参照

### 47号系統
59号系統を参照

### 51号系統
現在は西賀茂営業所が運行

### 55号系統
現在は西賀茂営業所が運行

### 92号系統
運行していた区間
92： 北大路バスターミナル - 千本北大路 - 千本丸太町 - 西ノ京円町 - 大覚寺
沿革（91甲号系統を含む）
- 1978年5月：91甲号系統を新設する。新設時の経路は山越 - 小渕町 - 嵯峨瀬戸川町 - 西ノ京円町 - 千本丸太町 - 千本北大路 - 金閣寺道 - 金閣寺前 - 衣笠（現：立命館大学前）である。
- 1981年5月：91甲号系統の系統番号を92号系統に変更する。
- 1986年10月：山越 - 小渕町を大覚寺 - 小渕町に、千本北大路 - 金閣寺前 - 立命館大学前を千本北大路 - 北大路バスターミナルに変更する。起終点を変更する。
- 2001年3月：92号系統を廃止する。

概要
北大路バスターミナルと嵯峨野方面を結ぶ唯一の路線であったが、利用率があまり芳しくなく、廃止されている。なお、現在ではJR嵯峨野線の円町駅での接続が当系統の代替といえる。

### 急行101号系統
現在は九条営業所が運行

### 急行102号系統
現在は錦林出張所（京都バス委託）が運行

### （旧）203号系統
運行していた区間
203：烏丸車庫前 - 四条烏丸 - 京都駅前
沿革
- 1974年
  - 4月：203号系統を新設する。新設時の経路は三哲（現：下京区総合庁舎前） - 京都駅前 - 烏丸車庫前（現：北大路バスターミナル）である。
  - 6月：三哲 - 京都駅前を廃止する。
- 1981年5月：203号系統を廃止する。

### 215号系統
59号系統を参照

### 222号系統
202・快速202号系統を参照

### 北2号系統
37号系統を参照

### 北4号系統
運行していた区間
北4：北大路バスターミナル - 洛北高校前 - 野々神町 - 松ヶ崎道 - （狐坂） - 岩倉南四ノ坪町 - 上高野 - 花園町 - 岩倉実相院
沿革（旧17号・72号・72甲号系統含む）
- 1952年12月：17号系統を新設する。新設時の経路は四条大宮 - 四条烏丸 - 烏丸車庫前（現：烏丸北大路） - 市電洛北高校前（現：洛北高校前） - 野々神町である。
- 1953年7月：西大路三条 - 西大路四条 - 四条大宮を延長し、四条烏丸 - 烏丸車庫前 - 市電洛北高校前を四条烏丸 - 四条河原町 - 河原町今出川 - 叡電前 - 市電洛北高校前に変更する。
- 1954年
  - 2月
    - 17甲号系統を新設する。新設時の経路は三条京阪南口（現：三条京阪前） - 河原町三条 - 河原町今出川 - 叡電前（現：出町柳駅前） - 市電洛北高校前 - 市電高野（高野） - 一乗寺高槻町である。
    - 17号系統の西大路三条 - 四条河原町 - 河原町三条を三条京阪南口 - 河原町三条に、市電洛北高校前 - 野々神町を市電洛北高校前 - 高木町 - 松ヶ崎海尻町に変更する。

  - 8月
    - 17号系統の高木町 - 松ヶ崎海尻町を高木町 - 市電高野 - 一乗寺高槻町に変更する。
    - 17甲号系統の市電洛北高校前 - 一乗寺高槻町を市電洛北高校前 - 野々神町 - 松ヶ崎道（現：松ヶ崎駅前） - 宝ヶ池公園前に変更する。
- 1956年8月
  - 17号系統の市電洛北高校前 - 市電高野 - 一乗寺高槻町を市電洛北高校前 - 野々神町 - 松ヶ崎道（現：松ヶ崎駅前） - 宝ヶ池公園前に変更する。
  - 17甲号系統を廃止する。
- 1958年10月：若松町（現：廃止） - 三条京阪南口を延長する。
- 1966年5月：72号系統を新設する。新設時の経路は四条烏丸市バスセンター（現廃止） - 烏丸御池 - 河原町御池（現：京都市役所前） - 葵橋西詰 - 野々神町 - 松ヶ崎道（現：松ヶ崎駅前） - 宝ヶ池公園北口 - 国立京都国際会館前である。
- 1967年2月
  - 72号系統は国立京都国際会館前 - 岩倉操車場前（現：国際会館駅前） - 上高野 - 岩倉実相院を延長する。
  - 72甲号系統を新設する。新設時の経路は四条烏丸市バスセンター - （72号系統） - 国立京都国際会館前である。
- 1968年4月：17号系統は宝ヶ池公園前 - 国立京都国際会館前を延長する。
- 1970年12月
  - 72号・72甲号系統は起終点を変更する。
  - 72号系統は岩倉操車場前（現：国際会館駅前） - 国立京都国際会館前を延長する。
- 1971年3月：17号系統を廃止する。
- 1974年4月：72号・72甲号系統は四条烏丸市バスセンター乗り入れを廃止する。
- 1978年10月：72号・72甲号系統は四条烏丸市バスセンター乗り入れを再開する。
- 1981年5月：72号系統の四条烏丸市バスセンター - 洛北高校前を北大路バスターミナル - 洛北高校前に変更し、系統番号を北4号系統に変更する。72甲号系統を廃止する。
- 1997年6月：北4号系統を廃止する。

概要
北大路バスターミナルから北大路通、狐坂を経て岩倉実相院までを結んでいた。
北4号系統は、1966年に新設された72号系統がもとになっている。72号系統新設当時、狐坂を通る系統は（旧）17号系統と72号系統の2つあった。
- （旧）17：若松町 - 河原町三条 - 河原町今出川 - 叡電前 - 市電洛北高校前 - 松ヶ崎道 - 国立京都国際会館前

しかし、（旧）17号系統は72号系統との経路重複が多く、1971年3月に72号系統へ統合される形で廃止された。

### 北5号系統
北8号系統を参照

### 北6・臨北6号系統
運行していた区間
北6：北大路バスターミナル - 烏丸今出川 - 河原町今出川 - 洛北高校前 - 高野橋東詰 - 宝ヶ池 - 花園橋 - 八瀬 - 大原
臨北6：北大路バスターミナル - 洛北高校前 - 高野橋東詰 - 宝ヶ池 - 花園橋 - 八瀬 - 大原
沿革（62号系統含む）
- 1963年11月：62号系統を新設する。新設時の経路は五条車庫前 - 中ノ橋五条 - 烏丸五条 - 烏丸御池 - 河原町御池（現：京都市役所前） - 葵橋西詰 - 市電洛北高校前（現：洛北高校前） - 高野橋東詰 - 宝ヶ池 - 花園橋 - 八瀬遊園前 - 大原勝林院。
- 1965年7月：大原勝林院 - 大原小学校前を延長する。
- 1965年11月：五条車庫前 - 四条烏丸間を廃止し、四条烏丸市バスセンターへの乗り入れを開始する。
- 1974年3月：大原 - 大原小学校前を廃止する。
- 1981年5月：四条烏丸市バスセンター - 洛北高校前を北大路バスターミナル - 洛北高校前に変更し、北6号系統に系統番号を変更する。系統番号変更時の経路は北大路バスターミナル - 洛北高校前 - 高野橋東詰 - 宝ヶ池 - 花園橋 - 八瀬 - 大原。
- 1985年4月：北大路バスターミナル - 洛北高校前を四条烏丸市バスセンター - 烏丸今出川 - 河原町今出川 - 葵橋西詰 - 洛北高校前に変更する。
- 1989年7月：
  - 北6号系統は四条烏丸市バスセンター - 烏丸今出川を北大路バスターミナル - 烏丸今出川に変更する。
  - 臨北6号系統を新設する。新設時の経路は北大路バスターミナル - 洛北高校前 - （北6系統） - 大原である。
- 1997年6月：北6号・臨北6号系統を廃止する。

### M1号系統
現在は梅津営業所が運行

### 循環1号系統
横大路営業所を参照。

## 車両
1981年5月以降、シャーシは日産ディーゼル（現・UDトラックス）製に統一されていたが、1986年3月の高野営業所廃止に伴い、三菱自動車（現・三菱ふそうトラック・バス）製の車両が転属となった。その関係で、日産ディーゼル製の他に、少数ながら三菱自動車製の車両も新製配置されていた。また、2002年から2004年にかけ投入された日産ディーゼルUA272系ノンステップ車は、2002年に富士重工新7E架装車のFタイプで新製配置された344号車（2019年3月廃車）以外は、全て西工架装車のNタイプで投入となった。2000年代前半は、日産ディーゼル製以外のノンステップバス新製配置も目立ち、2002年及び2003年に、三菱ふそうMP37系西工96MC架装ノンステップ車が新製配置された（他営業所配置車は、烏丸営業所に集約された後、2021年3月全廃）。2005年は、日産ディーゼル製に代わり、日野自動車製の車両が投入され、ブルーリボンシティノンステップ車が新製配置となった（2020年時点で18両在籍していたが、2024年2月全廃）。以降は、一般競争入札制により、国産4メーカーの車両が配置・在籍している。営業所が地下にあるという都合もあり、2006年度以降の新製大型車は、短尺ワンステップ車の配置が続いていたが、2016年より大型ノンステップ車の新製配置が再開された。なお、2016年から2022年の大型車新製配置については、三菱ふそうMP38系に統一されていたが、2023年にいすゞLV290系が初めて新製配置された。
過去の車両
過去には、101号系統には専用の車両が在籍しており、特別な塗装となっていた。該当車両は以下のとおりであった。
- 日産ディーゼルKC-UA460HAN（1995年製、ツーステップ、西日本車体工業製）：1台
- いすゞKC-LV280L（1995年製、ツーステップ、西日本車体工業製）：2台
- いすゞNE-LV288L（1997年製、ツーステップ、天然ガスバス）：2台
- 日野KL-HU2PMEE（2005年製、ノンステップ）：4台　※2014年に一般塗装車から転用

北４系統が運行されていた当時は、終点・岩倉実相院終点で、誘導員不在の状態で後退する必要がある関係から、後方監視カメラ搭載車が専属で充てられていた。また、冬季には、経路に当たる宝ケ池・狐坂登坂に支障しないために、スパイクタイヤを装着していた例も特筆される。